# Damalis kottayamensis
Damalis kottayamensis là một loài ruồi trong họ Asilidae. Damalis kottayamensis được Joseph & Parui miêu tả năm 1995. Loài này phân bố ở miền Ấn Độ - Mã Lai.